# Emanuel Kudela
Emanuel Kudela, né le 22 juin 1875 à Teplitz à l'époque  en Autriche-Hongrie, aujourd'hui Teplice en Tchéquie, sous le nom d'Emanuel Kudella et mort le 22 septembre 1920 à Berlin, est un coureur cycliste autrichien. Il est l'un des premiers coureurs cyclistes originaire de Bohême à avoir connu un succès international en tant que cycliste professionnel.

## Biographie
Emanuel Kudela est né à Teplitz en 1875, fils de Joseph Kudella, relieur, et de sa femme Franziska Heran. Commercial de formation, il commence sa carrière de cycliste à l'âge de 19 ans, d'abord sur la route puis passe rapidement à la piste plus lucrative.
De 1896 à 1899, il fait son service militaire, à Prague, mais bénéficie de conditions particulières qui lui permettent de s'entraîner et de courir avec succès.
Il remporte le Grand Prix d'Anvers en 1898. La même année, il devient également champion de Bohême de vitesse. En raison des meilleures conditions d'entraînement et de compétition, il déménage à Berlin.
Kudela gagne des courses en tandem avec Karl Käser. Il participe aux Jeux olympiques d'été de 1900 dans les épreuves pour les professionnels, de vitesse, de vitesse en tandem, avec Karl Käser, de la course aux points et à la course à handicap de 3 km. En 1901, il est battu en demi-finale du Grand Prix de Paris par Thorvald Ellegaard.
Kudela était connu pour son "excellent esprit d'entreprise", qui l'a amené à courir dans de nombreux pays d’Amérique du Sud (Argentine en 1901/1902,) et en Afrique du Nord. En course, il était considéré comme un habile tacticien, mais aussi comme un « casse-cou » qui « ne craignait pas une petite parade de coude dans le feu de l'action ».
Après plusieurs séjours à l'étranger, il revient au vélodrome de Friedenau de Berlin et forme un couple en tandem avec Paul Mündner (de).
En 1906, avec l'américain Woody Headspeth, il termine deuxième d'une course de 24 heures au vélodrome de Steglitz.
Dans les années 1905 à 1909, Kudela est le deuxième sprinter étranger qui a gagné le plus d'argent sur les pistes allemande, derrière Thorvald Ellegaard,, et de 1907 à 1911, il est toujours deuxième.
Il participe à des courses de six jours; il prend le départ des premiers six jours de Berlin associé à Oscar Schwab (en) en 1909,,,, des six jours de Dresde en 1911 avec Peter, des six jours de Berlin en 1911. Il termine neuvième  avec Rudi Nowack à Dresde en 1912. Lors des six jours de Berlin 1912, il  chute et se tranche une artère sur un tesson de bouteille et subit une opération; Il est septième à Berlin en 1919 avec Walter Rütt.
En 1920, Emanuel Kudela meurt des suites d'une chute lors d'une course en tandem, sur la piste de l'Olympiabahn de Berlin, qu'il dispute avec Oscar Schwab (en). Il est inhumé au cimetière de Steglitz.

## Palmarès sur piste

### Championnat national
- Champion de Bohême de vitesse : 1898

### Grand Prix
- Grand Prix d'Anvers : 1898
- Grand Prix de Prague : 1898
- Grand Prix de Milan : 2e en 1901[19].
- Prix de l'Espérance, repêchage du Grand Prix Municipal, à la Galerie des Machines : 1905[20]

## Vie privée
Il épouse Else Frieda Grete Block, comptable, le 21 mars 1911 à  Berlin-Steglitz.